# Mabel Hariot
Mabel Hariot (* 28. August 1908 als Thea Betty Kade in Halle an der Saale, Deutsches Reich; † 10. April 1996 in Meulan-en-Yvelines, Frankreich) war eine deutsche Filmschauspielerin mit kurzlebiger Karriere zu Beginn der 1930er Jahre. Den Namen Mabel Hariot wählte sie als Künstlernamen.

## Leben und Wirken
Die geborene Thea Kade war eine uneheliche Tochter von Elise Kade. 1917 wurde sie von Gustav und Alma Hoffmann adoptiert.
In dem Stummfilm Es kommt alle Tage vor von 1930 spielte sie neben Hertha von Walther und Walter Rilla gleich bei ihrem ersten Erscheinen in der Öffentlichkeit die Hauptrolle und wurde sehr gelobt. In einem Artikel zu ihrem ersten Film hieß es: „Es kommt alle Tage vor – so hieß der Film, in dem Mabel Hariot entdeckt wurde. Aber es kommt nicht alle Tage vor, daß eine Filmschauspielerin schon bei ihrem Debut sich so unzweideutig als Stern erster Größe offenbart.“ Der Film sei „ein großer Publikumserfolg“ gewesen, „dank Mabel Hariot“.
In der Filmkomödie Wehe, wenn er losgelassen von 1932 war Hariot als Revuestar Pussi Angora besetzt. Sie spielte neben Friedl Haerlin, Harry Frank und Inge Rahm an der Seite des Hauptdarstellers Vlasta Burian eine tragende Rolle. Im darauffolgenden Jahr war die Schauspielerin zum einen in der Filmkomödie Die kleine Schwindlerin besetzt, stand allerdings weit hinten auf der  Besetzungsliste, die von Dolly Haas, Franz Baumann und Betty Amann angeführt wurde. Zum anderen wirkte Hariot in dem Kurzfilm Meine Frau, seine Frau mit. Neben Eugen Burg, Hilde Hildebrand und Theo Lingen spielte sie eine der Hauptrollen. Nach diesen vier Filmen endete bereits ihre Karriere. Anschließend geriet sie nur noch einmal in die Schlagzeilen, als am 16. November 1935 der ägyptische Gesandtschafts-Attaché Moustafa Borchan Nour in ihrer Berliner Wohnung in der Cicerostraße 14 tot aufgefunden wurde.
1948 heiratete Mabel Hariot in Wien den um 12 Jahre jüngeren ungarischen Fabrikanten Otto Hidalmasi, der kurz zuvor enteignet worden und nach Österreich geflüchtet war. Im Jahr darauf emigrierte sie mit ihm nach Brasilien. 1963 heiratete sie in Manhattan den Venezolaner Eugene Garanszegi. Über ihr späteres Leben ist derzeit nichts bekannt. Sie starb 1996 in Meulan-en-Yvelines in Frankreich.

## Filmografie (Auswahl)
- 1930: Es kommt alle Tage vor
- 1932: Wehe, wenn er losgelassen
- 1933: Die kleine Schwindlerin
- 1933: Meine Frau, seine Frau (Kurzfilm)